# Stenocercus ivitus
Stenocercus ivitus là một loài thằn lằn trong họ Tropiduridae. Loài này được Fritts mô tả khoa học đầu tiên năm 1972.